# Rasmus Glad
Rasmus Glad (latiniseret til Erasmus Lætus eller Laetus, født 1526 på Ingvorstrup ved Grenaa; død 9. november 1582 i København) var en dansk forfatter, der især gjorde sig bemærket for sine gode latinkundskaber.
Han var 1554-74 professor ved Københavns Universitet, og i en kort periode omkring 1561 også dets rektor.
Glad tog 1546 magistergraden i København og ville først
studere retsvidenskab, men kom snart til at
hellige sig de klassiske sprog,
frem for alt latin, hvor han tidligt opnåede stor færdighed
i metrisk behandling.
Efter 1548-50 at have studeret i Rostock skrev han
1551 et latinsk velkomstdigt til Christian III, da
kongen kom hjem fra en rejse. 1554 blev Glad
pædagogisk professor i København og havde som
sådan den embedspligt at læse latinske vers med
studenterne.
1558 avancerede Glad til professor i
dialektik; 1559 fik han kongelig understøttelse til at
studere teologi i Wittenberg. Her disputerede
han for den teologiske doktorgrad under forsæde af
Melanchthon, som desuden tilføjede en
tilegnelse til Frederik II foran den latinske
digtsamling, som Glad her udgav 1560 under titlen
Bucolica. I det hele gjorde man i Wittenberg ikke
så lidt stads af ham.
Hjemkommet blev Glad 1560
professor i teologi og valgtes 1561 til universitetets
rektor. Men da han ikke kom godt ud af det med
sine kolleger, og der kom mange klager ind
imod ham, måtte han fratræde før tiden. Glad
var imidlertid godt anskrevet i højere kredse,
blev 1569 adlet og fik 1572 tilladelse til at gøre
en længere udenlandsrejse, vist nærmest for at
få sine skrifter udgivet, hvad der vel havde sine
vanskeligheder hjemme.

## Udgivelser i udlandet
Det lykkedes ham
også på rejsen at få trykt en del skrifter, i
hvilke man kan finde mange gode oplysninger
om nordiske forhold; de fremtræder dog i en ordrig, meget
poetisk indklædning.
1573 udkom De re nautica, der var tilegnet
Republikken Venedig, og som havde gode oplysninger om Nordens
daværende handelsforhold. Samme år kom Colloquia Moralia,
tilegnet Charles, Hertug af Lorraine
dattersøn af Christian II, med
samtaler mellem planter og dyr, mellem Tiberen
og Gudenåen, hvilken sidste priser Jyllands
herligheder. Desuden samme år Res Danicæ, en versificeret
beskrivelse af Danmark og dets historie med
livlige karakterskildringer og uhildede domme
om flere forhold, blandt andet om svenskerne, med hvem
de danske dengang førte krig. Samme år
Margretica, tilegnet dronning Elizabeth af England og
handlende om dronning Margrete 1.
1574 udkom i Frankfurt hans De Republica Norimbergensium,
tilegnet Nürnbergs Råd, og samme år Romanorum Cæsares Italici,
en romersk kejserkrønike, der
går fra Cæsar til Diokletian, og som er
tilegnet kejser Maximilian II.
Da man i Danmark
fandt, at Glad blev for længe borte fra sine
embedspligter, afskedigede man ham 1574, men
man lod ham beholde de indtægter, han havde
fra præsteembeder og lignende, således
at han ikke sad i dårlige kår.
I anledning af
prins Christian IV’s dåb 1577 forfattede han
et festdigt, som han fuldendte 1581:
De nato baptisatoque primo Frederici Secundi filio Christiano;
men det udkom ikke og er først blevet
trykt i vore dage (udgivet af H. Rørdam i Historiske Kildeskrifter, II).
Glad har den fortjeneste at have været den første siden
Saxos dage, der ved sine skrifter har gjort Danmarks historie og danske
forhold kendt i udlandet. Hans skrifter kan endnu have værdi som historiske kildeskrifter.